# Adalberto Lombardo

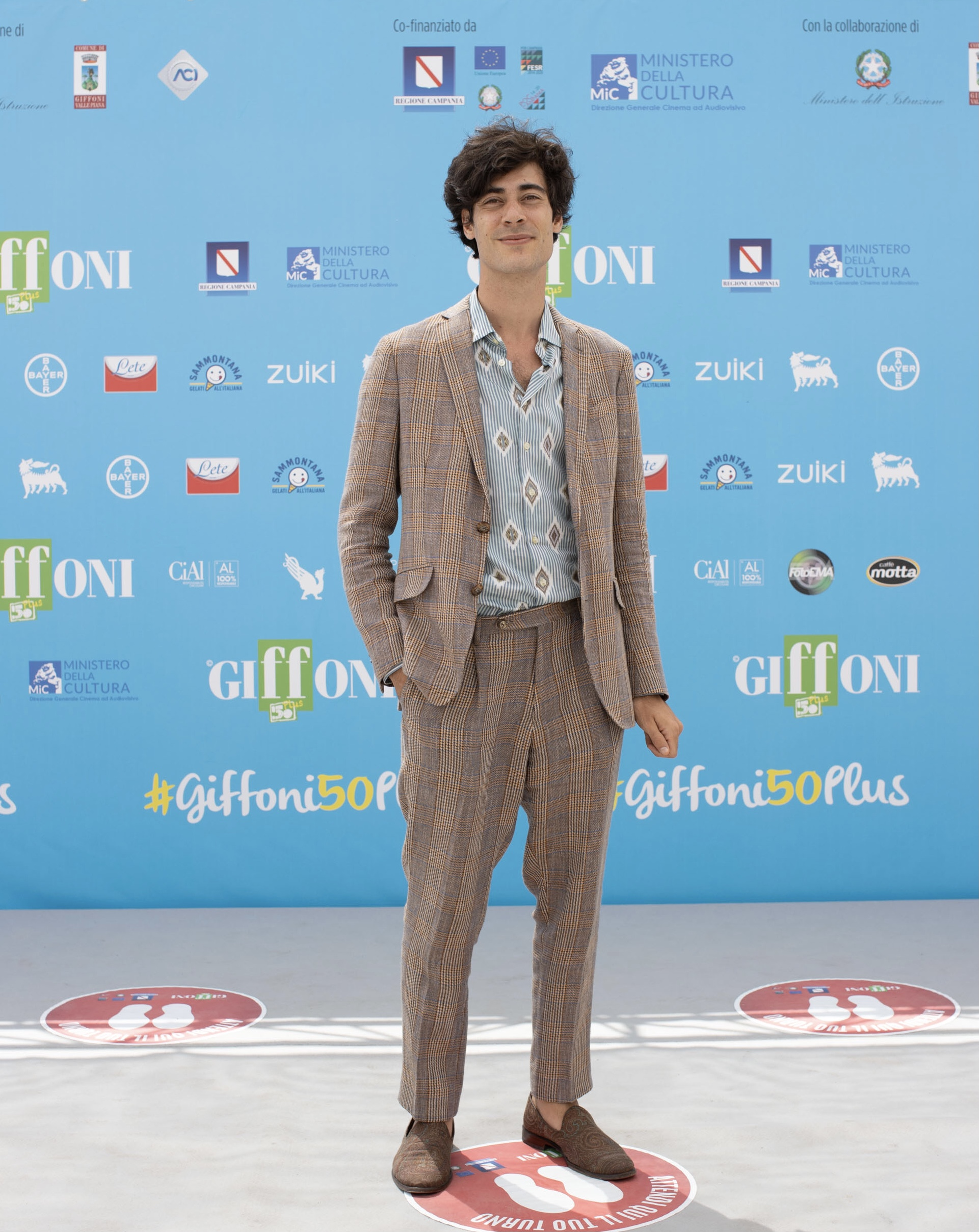
Adalberto Lombardo al Giffoni Film Festival nel 2021.

Adalberto Lombardo (Milano, 20 febbraio 1991) è un attore, produttore cinematografico e regista italiano.

## Biografia
Muove i primi passi come attore in ambito televisivo principalmente come talent per il canale televisivo Disney Channel, in particolare Tra il 2007 e il 2013 ha interpretato il ruolo di Pigi nella sit-com Life Bites. Nel 2010 ha collaborato come co-autore ad alcune stagioni del programma televisivo Le Iene. 
Nel 2015 ha curato la post-produzione ed il montaggio del film "Sgarbistan" (75 minuti a partire da 190 ore di girato, regia di Maria Elisabetta Marelli), presentato in anteprima cinematografica al BAFF (Busto Arsizio Film Festival). Ha anche realizzato due documentari: "Cibo in evoluzione" e  "Art Acquarium dal Giappone", presentati all'EXPO di Milano.
Ha fondato la società di produzione cine-televisiva, "LAMP" (Light And Motion Pictures) con la quale ha prodotto e diretto il cortometraggio parigino di genere fantastico Monsieur Quiconque (2019) e prodotto il film documentario Empty Man, l’arte di Federico Clapis oltre i social presentato in selezione al Giffoni Film Festival 2021.

## Filmografia

### Televisione
- Bravo Bravissimo Club (2000-2001)
- Tg rosa School (2002-2003)
- Bravo Bravissimo Club (2003)
- Live zone sport (2003-2004)
- Live zone da scoprire (pilota)
- Disney Club (2003-2004)
- Skatenati (2004)
- Quasi gol (2005 - partecipazione straordinaria)
- Quelli dell'intervallo (2005 - partecipazione straordinaria episodio "Pigna vs Secchia") – Pigna
- Life Bites - Pillole di vita (2007-2013) – Pigi

### Regia e/o montaggio
- La Russia, la Russia, la Russia (2011) – lungometraggio; regia e montaggio
- Cibo in evoluzione (2015) – documentario; montaggio
- SGARBISTAN (2015) – documentario; montaggio e postproduzione
- Art Aquarium (2015) – documentario; regia e montaggio
- Monsieur Quiconque (2019) – cortometraggio; regia
- Empty Man, l’arte di Federico Clapis oltre i social (2021) – montaggio
- Humanity (2024) – cortometraggio; regia e montaggio